# Röntgental (przystanek kolejowy)
Röntgental – przystanek kolejowy w Zepernick, w kraju związkowym Brandenburgia, w Niemczech. Znajduje się tu 1 peron.